# 乱川 (山形県)
乱川（みだれがわ）は、山形県を流れる河川である。

## 地理
山形県東根市（宮城県との県境付近）を源流とし、西に流れる。上流は国道48号に沿った形で流れており、中流から下流は天童市北部をそのまま西に流れ、西村山郡河北町に入りすぐ最上川と合流する。乱川の名称は川の流れが定まらずによく水があふれていたことから付けられた。

## 流域の自治体
山形県
東根市、天童市、西村山郡河北町

## 橋梁
- 大滝遊歩道橋
- 養老橋
- 駒木根橋
- 向田橋
- 猪野沢橋
- 北原橋
- 谷地中橋
- 本郷橋
- 万代大橋
- 万代橋
- 中乱川橋
- 乱川橋